# 창녕 관룡사 약사전 삼층석탑
창녕 관룡사 약사전 삼층석탑(昌寧 觀龍寺 藥師殿 三層石塔)은 대한민국 경상남도 창녕군 창녕읍, 관룡사 약사전 앞에 있는 고려시대의 삼층석탑이다.
1972년 2월 12일 경상남도의 유형문화재 제11호 관룡사 약사전 삼층석탑으로 지정되었다가, 2018년 12월 20일 현재의 명칭으로 변경되었다.

## 개요
관룡사 약사전 앞에 있는 3층 석탑이다. 관룡사는 구룡산 중턱에 자리한 절로, 많은 문화재를 전하고 있어 널리 알려져 있으나, 절의 역사에 관한 기록은 전하고 있지 않다.
석탑은 바위를 바닥돌 삼아 2층 기단(基壇) 위에 3층 탑신(塔身)을 올린 모습이다. 아래층 기단의 네 모서리와 면의 가운데에는 기둥모양을 조각했고, 가운데기둥 양 옆으로 얇고 넓직하게 안상(眼象)을 새겼다. 위층 기단 역시 네 모서리와 면의 가운데에 기둥모양을 새겼다. 탑신부는 1층 지붕돌이 파손이 심한 편이며, 몸돌과 지붕돌은 각각 한 개씩의 돌로 쌓아 올렸다. 지붕돌은 밑면의 받침이 3단으로 간략화되었다.
규모도 작아졌고, 각 부분의 양식이 간략해진 모습으로 보아, 고려 전기에 만든 작품으로 보인다.

## 같이 보기
- 관룡사
- 창녕 관룡사 약사전 - 보물 제146호

## 참고 자료
- 창녕 관룡사 약사전 삼층석탑 - 국가유산청 국가유산포털